# Hemaris croatica
Hemaris croatica är en fjärilsart som beskrevs av Eugen Johann Christoph Esper 1779. Hemaris croatica ingår i släktet Hemaris och familjen svärmare, Sphingidae. En underarter finns listad i The Global Lepidoptera Names Index (LepIndex), Natural History Museum, Hemaris croatica fahiri de Freina, 2004.a